# Jordan Sakho
Jordan Djounorou Sakho (Kinshasa, 4 aprile 1997) è un cestista della Repubblica Democratica del Congo di formazione spagnola.

## Carriera
Con la RD del Congo ha disputato i Campionati africani del 2021.

## Palmarès
- Basketball Champions League: 2

San Pablo Burgos: 2019-20, 2020-21
- Coppa Intercontinentale: 1

San Pablo Burgos: 2021